# İznik-keramiek

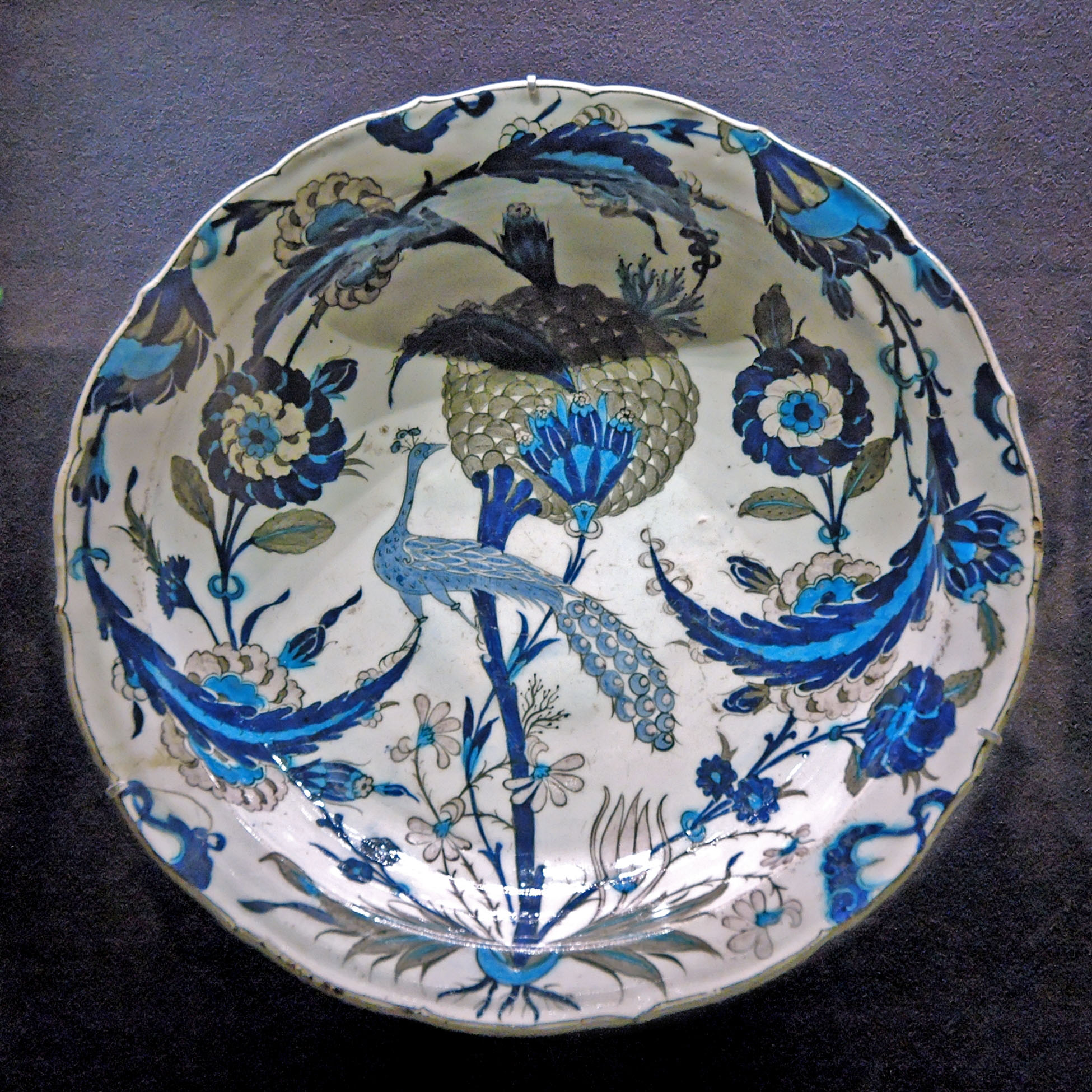
Schotel uit İznik, rond 1550. De pauwmotieven laten de Perzische invloed zien. Te zien in het Louvre, Parijs.

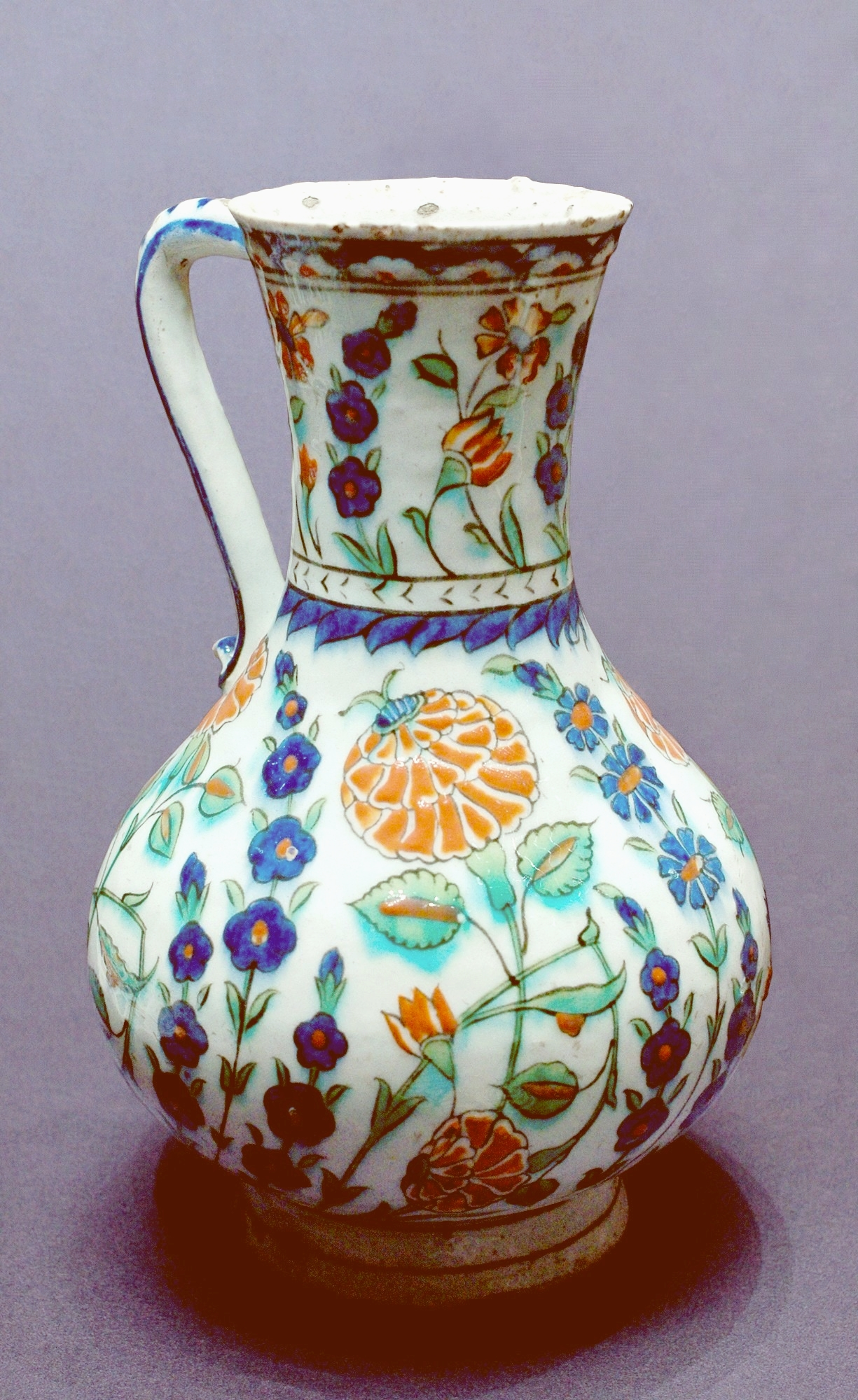
Vaas uit İznik, rond 1565.

İznik-keramiek is keramiek afkomstig uit de stad İznik in Turkije, die voor de tijd van het Ottomaanse Rijk de naam Nicaea droeg. 
De keramische kunst in de stad bereikte haar hoogtepunt in de 16e en 17e eeuw. Vooral bekend zijn de İznik-tegels, beschilderde tegels die veel Osmaanse gebouwen in Turkije en andere gebieden die tot het Osmaanse Rijk behoorden sieren. Ook andere vormen van keramiek, zoals serviezen en vazen werden in İznik geproduceerd. Het gebied produceert ook glas.

## Stijlen
Al in de Byzantijnse tijd werd in Nicaea keramiek geproduceerd met de klei die afkomstig was van de oevers van het Meer van İznik. De Ottomaanse sultans lieten veel van de gebouwen die ze bouwden bekleden met vrolijk gekleurde tegels uit İznik, en de stad ontwikkelde zijn eigen stijl die meer geliefd werd dan die van andere plaatsen in Anatolië. De industrie breidde zich langzaam uit door groeiende vraag van de sultans, die van İznik een soort hofleverancier van keramiek maakte.
Vanaf de 14e eeuw had İznik te maken met groeiende concurrentie van Chinees porselein (Yuan-dynastie en Ming-dynastie). De industrie reageerde hierop door de Chinese motieven en kleuren (vooral blauw en wit) te kopiëren. Daaruit ontwikkelde zich een eigen stijl, die niet alleen in het Osmaanse Rijk maar ook daarbuiten al snel gewild werd. De stijl van beschilderen die op die manier in de 15e eeuw ontstond wordt nu Baba Nakkas genoemd, en wordt gekenmerkt door doorlopende bloem-motieven. Toen sultan Selim I de Perzische stad Tabriz veroverde, werden lokale kunstenaars naar İznik gebracht waar ze invloed op de keramische industrie hadden. De belangrijkste van die kunstenaars was Sah Kulu. De Perzische stijl wordt de Saz stijl genoemd. 
Halverwege de 16e eeuw worden naast wit en blauw ook turquoise, mauve en paars gebruikt in de beschildering. Ook worden de motieven veelzijdiger; zo komen vanaf dan ook menselijke en dierlijke figuren voor. Favoriet blijven bloem-motieven. De İznik-keramiek bereikte haar hoogtepunt tijdens sultan Süleyman de Grote, onder andere door toedoen van de meesterschilder Kara Memi. Bekende motieven zijn hyacinten, tulpen, anjers, rozen, vlechtwerken van bloemen, geometrische patronen en in Chinese stijl getekende wolken.

## Productieproces
De tegels werden op een witte ondergrond met een harde achterkant gemaakt. Het echte geheim is de moeilijk te produceren glaslaag, die bestaat uit een mengsel van glas, kristal en klei. Om dit mengsel te kunnen bewerken is een temperatuur van 900 °C nodig.
Er wordt onderzoek gedaan om het precieze productieproces van de İznik-keramiek te herontdekken.

## Voorbeelden
De meeste grote Ottomaanse gebouwen en moskeeën werden gedecoreerd met İznik-tegels, maar een aantal van de belangrijkste voorbeelden zijn te vinden in de volgende gebouwen:
- de Groene moskee en de Groene Türbe (mausoleum) in Bursa, uit de 14e eeuw.
- de Eyüp Sultan-moskee met bijbehorend mausoleum in Istanboel (15e eeuw)
- de Rüstem Paşa-moskee in Istanbul (16e eeuw)
- de Sultan Ahmetmoskee in Istanbul (17e eeuw)
- in het Topkapı-museum in Istanboel is een grote collectie İznik-keramiek (serviesgoed, vazen enz.) aanwezig die afkomstig is van het Ottomaanse hof.

Een originele İznik-tegel uit de 16e eeuw kan meer dan € 100.000 waard zijn, als de waarde al in geld valt uit te drukken. Dit heeft ertoe geleid dat plunderaars veel Ottomaanse gebouwen van hun tegels hebben ontdaan. De Groene Moskee van Bursa is bijvoorbeeld (van buiten) nauwelijks groen meer te noemen, doordat in de loop van de 20e eeuw alle tegels die de moskee bekleedden zijn verdwenen.